# Dantchandou
Dantchandou ist eine Landgemeinde im Departement Kollo in Niger.
Alternative Schreibweisen des Ortsnamens sind Dantiandou, Dantyandou und Diantchandou und Denchandou. Historische Bezeichnungen des Gemeindegebiets lauten Fakara und Fameye.

## Geographie

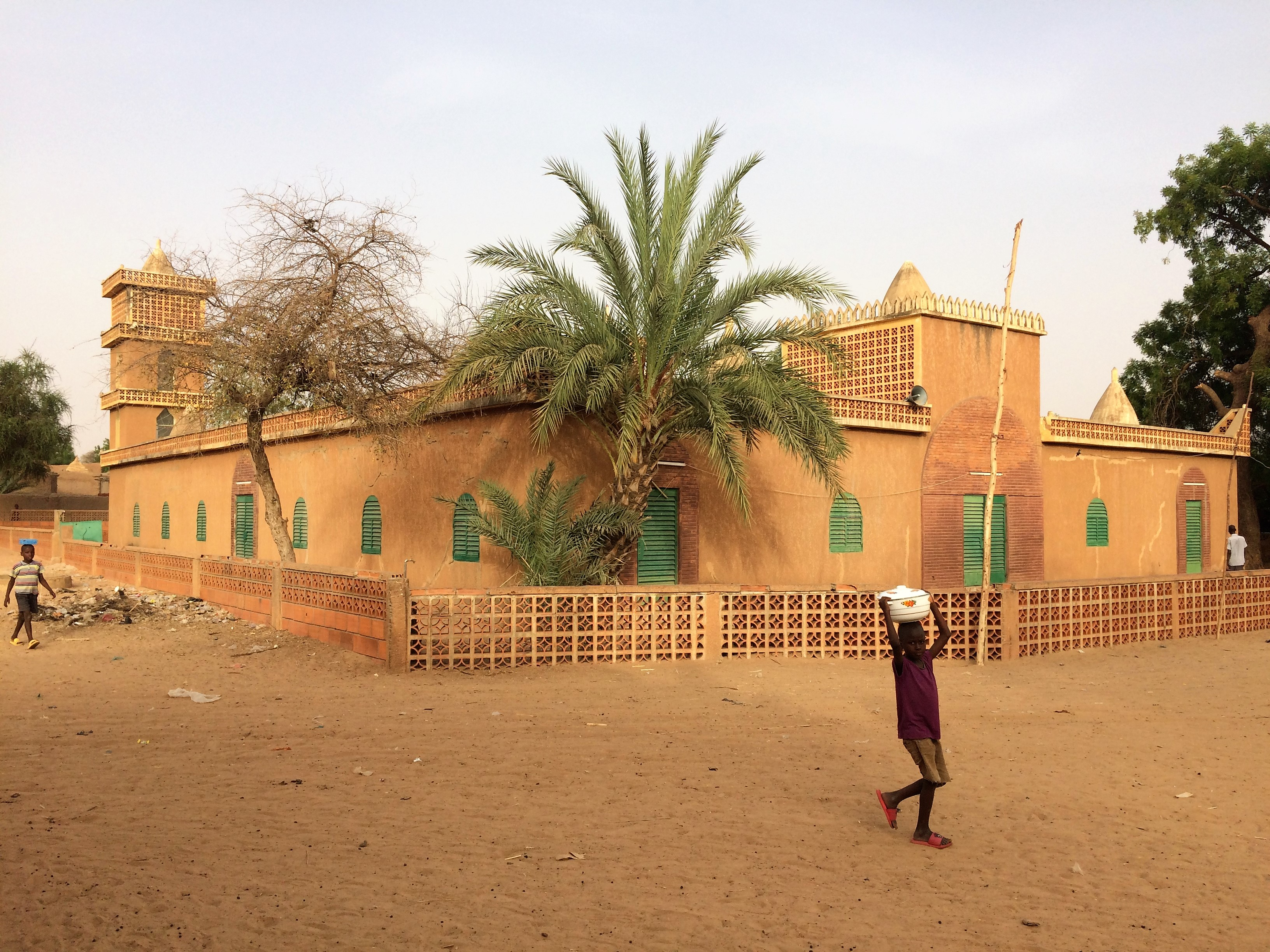
Moschee im Hauptort Dantchandou (2019)

Dantchandou liegt in einer hügeligen Hochebene. Das Gemeindegebiet wird in Nord-Süd-Richtung von einem Zubringer des Trockentals Dallol Bosso durchquert. Die Nachbargemeinden sind Tagazar im Norden, Koygolo im Osten, Harikanassou im Südosten, Kouré im Süden und Hamdallaye im Westen.
Bei den Siedlungen im Gemeindegebiet handelt es sich um 43 Dörfer, 22 Weiler und 48 Lager. Der Hauptort der Landgemeinde ist das Dorf Dantchandou.
Die Gemeinde wird zur Übergangszone zwischen Sahel und Sudan gerechnet. Die durchschnittliche jährliche Niederschlagsmenge beträgt rund 400 Millimeter. Die Regenzeit dauert von Juni bis September, die Trockenzeit von Oktober bis Juni. Die Vegetation im Gemeindegebiet ist von Sträuchern, Gräsern und einzeln stehenden Bäumen gekennzeichnet. In Dantchandou wachsen Anabäume, Arabische Gummi-Akazien, Niembäume und Wüstendatteln, die Sträucher Guiera senegalensis, Langfäden, Seyal-Akazien und Verek-Akazien sowie Grasarten wie Andropogon gayanus und Cenchrus biflorus. Die einstmals reiche Tierwelt ist durch Wildererei und Buschfeuer stark reduziert worden. Gelegentlich ziehen Westafrikanische Giraffen durch das Grenzgebiet zur Nachbargemeinde Kouré, wo sie ihr Hauptsiedlungsgebiet besitzen.

## Geschichte

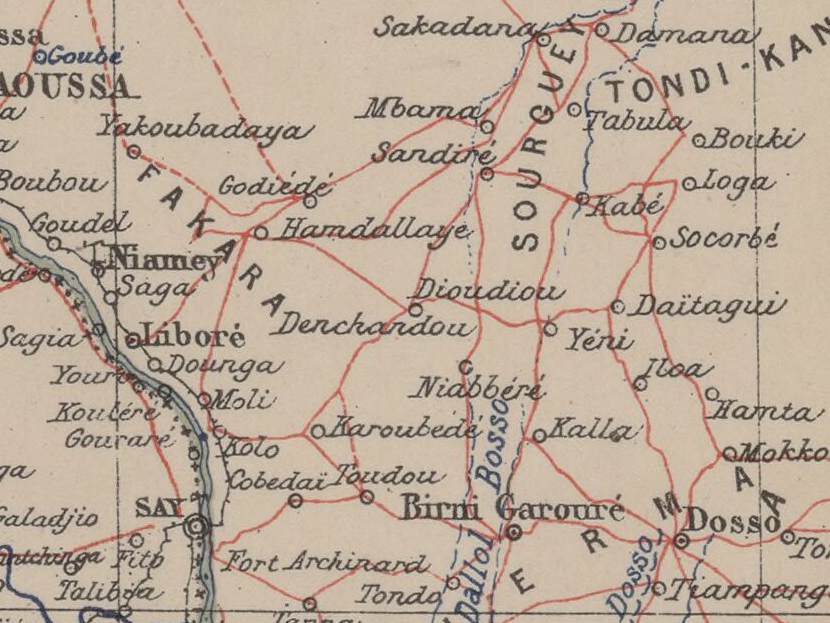
Ausschnitt einer Karte von 1903 mit Dantchandou (Denchandou) im Zentrum

Das erste Dorf im heutigen Gemeindegebiet wurde von einem Zarma namens Guilleyni in der ersten Hälfte des 19. Jahrhunderts gegründet. Zu dieser Zeit war das Gebiet noch von einem dichten Wald bewachsen, der bald der menschlichen Urbarmachung des Landes zum Opfer fiel. Ein in den Diensten Guilleynis stehender Jäger entdeckte bei der Verfolgung einer verwundeten Giraffe eine Quelle, bei der das Dorf Dantchandou entstand. Zu den ersten Siedlern zählten Zarma, denen bald weitere Zarma aus Koygolo, Fulbe und Hausa sowie schließlich Tuareg aus Mali nachfolgten.
Nach der Ankunft der Franzosen wurde das Dorf Dantchandou zum Hauptort eines Kantons, der abwechselnd als Dantchandou, Fakara oder Fameye bezeichnet wurde. Fakara und Fameye sind Namen der Hochebene am rechten Ufer des Dallol Bosso. Der britische Reiseschriftsteller A. Henry Savage Landor besuchte das Dorf Tondi Kiboro 1906 im Rahmen seiner zwölfmonatigen Afrika-Durchquerung. Die 224 Kilometer lange Piste für Reiter zwischen Niamey und Dogondoutchi, die durch Dantchandou führte, galt in den 1920er Jahren als einer der Hauptverkehrswege in der damaligen französischen Kolonie Niger.
Im Zuge einer landesweiten Verwaltungsreform ging 2002 aus dem Kanton Fakara die Landgemeinde Dantchandou hervor, während weiter südlich außerhalb des Gebiets des historischen Kantons Fakara die nigrische Landgemeinde Fakara geschaffen wurde.

## Bevölkerung

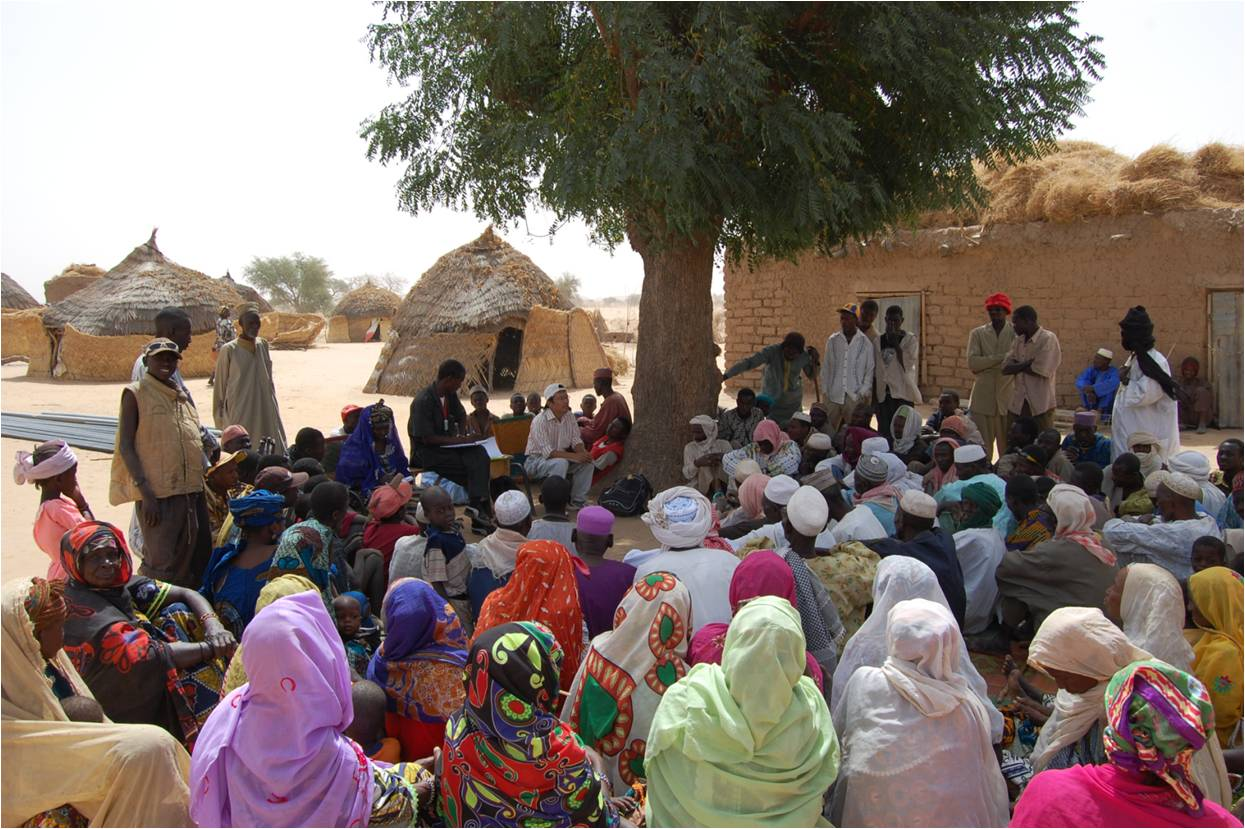
Eine Versammlung im Dorf Maourey Koira Zéno (2016)

Bei der Volkszählung 2012 hatte die Landgemeinde 37.059 Einwohner, die in 4419 Haushalten lebten. Bei der Volkszählung 2001 betrug die Einwohnerzahl 24.948 in 3095 Haushalten.
Im Hauptort lebten bei der Volkszählung 2012 3512 Einwohner in 520 Haushalten, bei der Volkszählung 2001 2315 in 287 Haushalten und bei der Volkszählung 1988 1887 in 250 Haushalten.
In ethnischer Hinsicht ist die Gemeinde ein Siedlungsgebiet von Zarma, denen sich 98 % der Bevölkerung zugehörig fühlen. Außerdem leben Minderheiten von nomadischen Fulbe sowie Hausa und Tuareg in der Gemeinde. Die Einwohner von Dantchandou sind wie in ganz Niger mehrheitlich islamisch. Es gibt 13 Freitagsmoscheen im Gemeindegebiet.

## Politik
Der Gemeinderat (conseil municipal) hat 13 gewählte Mitglieder. Mit den Kommunalwahlen 2020 sind die Sitze im Gemeinderat wie folgt verteilt: 4 PNDS-Tarayya, 3 AMEN-AMIN, 3 MODEN-FA Lumana Africa, 2 PJP-Génération Doubara und 1 MNSD-Nassara.
Jeweils ein traditioneller Ortsvorsteher (chef traditionnel) steht an der Spitze von 36 Dörfern in der Gemeinde, darunter dem Hauptort.

## Wirtschaft und Infrastruktur

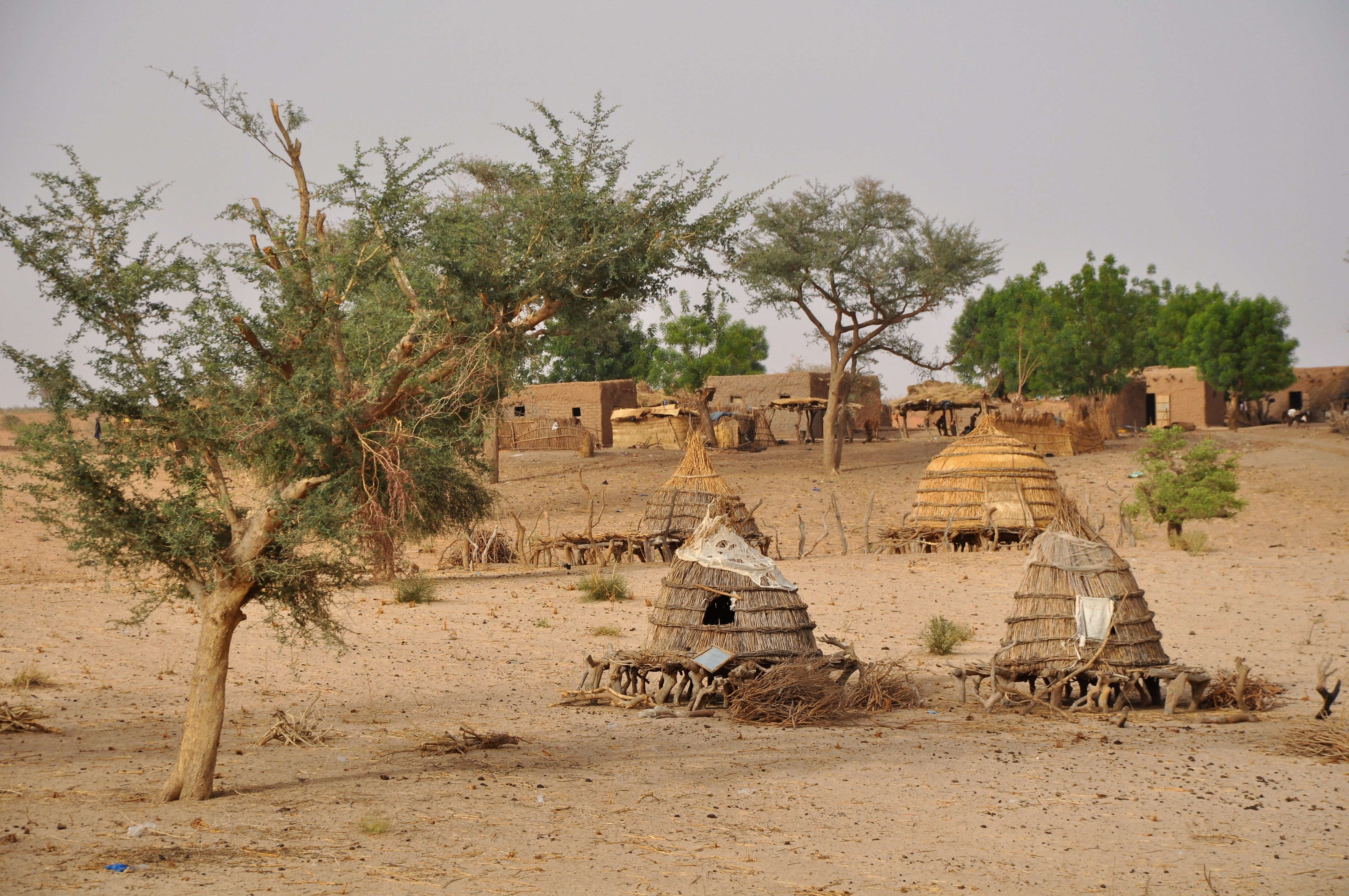
Häuser und Getreidespeicher im Dorf Guileyni (2019)

Die Bevölkerung von Dantchandou lebt großteils vom Ackerbau. Zu den angebauten Nahrungsmitteln zählen Hirse, Augenbohnen, Sorghum, Sesam und Erdnüsse. Der zweitwichtigste Wirtschaftszweig ist die Viehzucht, vor allem von Schafen, Ziegen und Rindern. Sie geschieht in Form von Transhumanz, die von den Fulbe betrieben wird, oder durch sesshafte Bauern. Das Handwerk spielt nur eine geringe wirtschaftliche Rolle in Dantchandou. Vor allem die Frauen der Gemeinde betreiben Gemüseanbau und die Weiterverarbeitung landwirtschaftlicher Produkte. Der Handel mit diesen Produkten gestaltet sich jedoch als schwierig, da es im gesamten Gemeindegebiet nur zwei Wochenmärkte gibt. Diese befinden sich in den Dörfern Dantchandou und Wankama. Die zu geringen Einkommen führen zu Landflucht und saisonalen Migrationen in die Hauptstadt und in die Nachbarländer. Im Hauptort wird eine Niederschlagsmessstation betrieben.

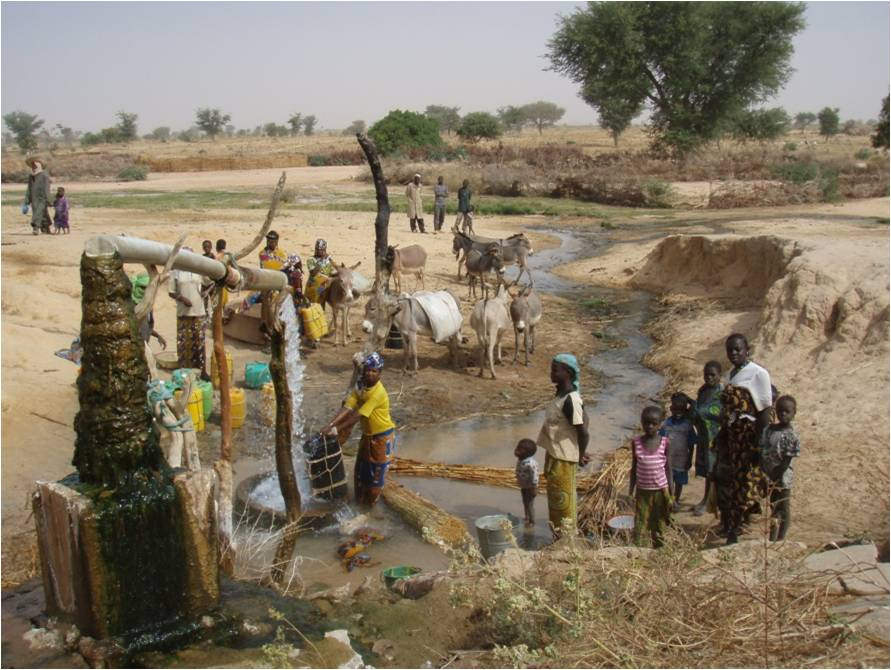
Ein Brunnen im Dorf Maourey Koira Zéno (2016)

Die Gemeinde betreibt im Hauptort einen eigenen Radiosender namens Fakara guinda. Daneben übernehmen nach wie vor Griots die Aufgabe der öffentlichen Informationsvermittlung.
Das Bildungswesen ist unter anderem aufgrund niedriger Einschulungsraten unterentwickelt. Der CEG Dantchandou ist eine allgemein bildende Schule der Sekundarstufe des Typs Collège d’Enseignement Général (CEG). Beim Centre de Formation aux Métiers de Dantchandou (CFM Dantchandou) handelt es sich um ein Berufsausbildungszentrum. Auch die Gesundheitsversorgung ist mangelhaft. Im Hauptort ist ein Gesundheitszentrum des Typs Centre de Santé Intégré (CSI) vorhanden. Das nächste Krankenhaus befindet sich in der Hauptstadt Niamey. Es gibt in den meisten Teilen der Gemeinde reichliche Grundwasservorkommen. Die Wasserversorgung ist allerdings vielerorts durch jahreszeitliche Schwankungen und schlechte Wasserqualität beeinträchtigt. Die wichtigste Energiequelle der Haushalte ist Brennholz, was durch Abholzungen die Gefahr der Desertifikation verstärkt.

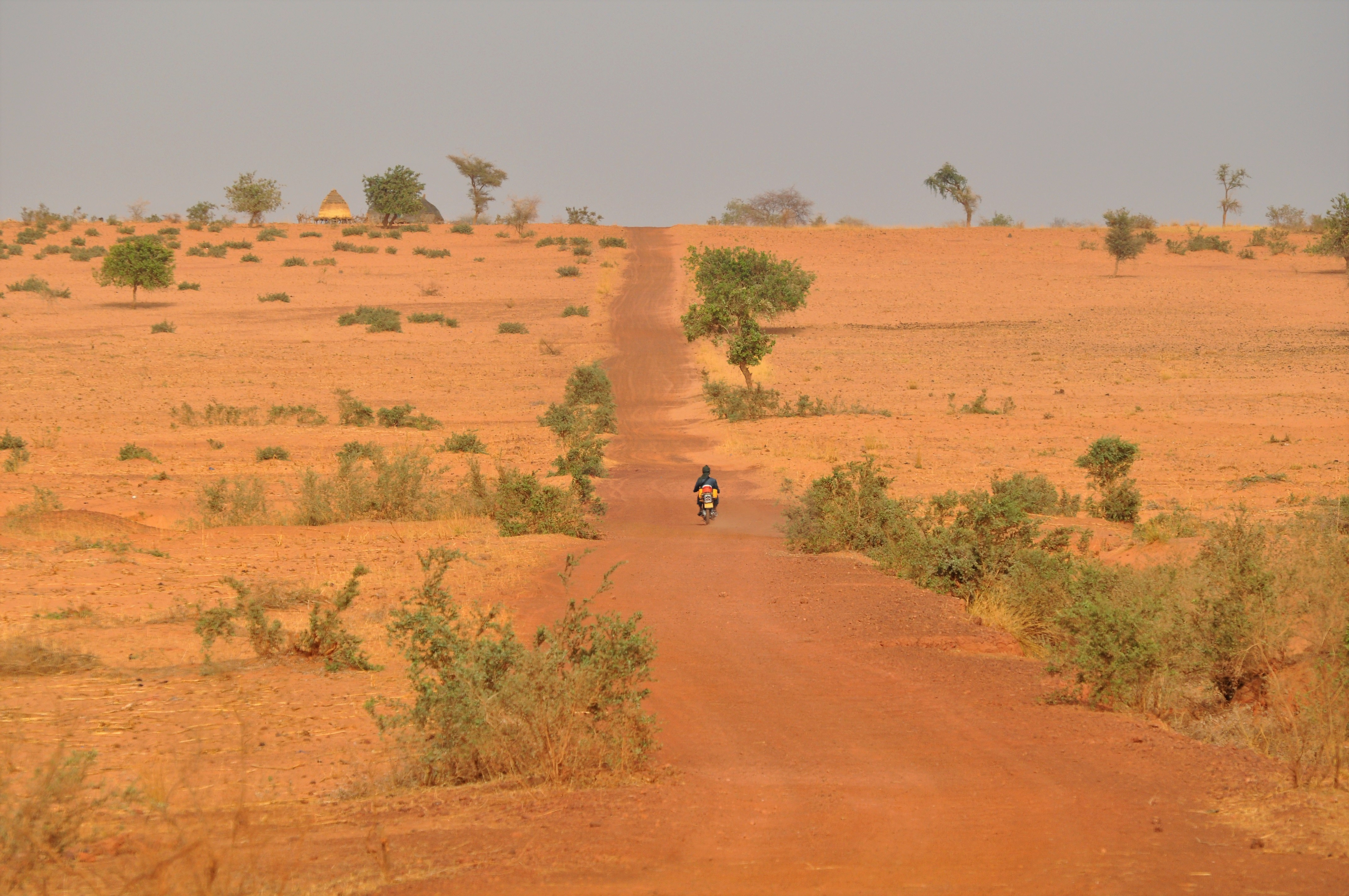
Straße zu den Dörfern Guileyni und Dantchandou (2019)

Durch die Gemeinde, unter anderem durch den Hauptort, verläuft die 95,1 Kilometer lange Landstraße RR6-001 zwischen der Nationalstraße 25 im Nordwesten und der Nationalstraße 31 im Südwesten.